# چو ایسامو
چو ایسامو (به ژاپنی: 長 勇, Chō Isamu)؛ ۱۹ ژانویه ۱۸۹۵ – ۲۲ ژوئن ۱۹۴۵) افسر نیروی زمینی امپراتوری ژاپن در طی جنگ جهانی دوم اهل ژاپن بود.